# Fußball-Weltmeisterschaft 1930/Belgien
Dieser Artikel behandelt die belgische Fußballnationalmannschaft bei der Fußball-Weltmeisterschaft 1930 in Uruguay.

## Qualifikation
Wie alle anderen Teilnehmer wurde Belgien von Uruguay eingeladen und brauchte keine Qualifikationsspiele zu absolvieren.

## Aufgebot
| Name              | Damaliger Verein                        | Geburtsdatum  | Sp.      | Tore     | Platzverw. |
| Torhüter          | Torhüter                                | Torhüter      | Torhüter | Torhüter | Torhüter   |
| ----------------- | --------------------------------------- | ------------- | -------- | -------- | ---------- |
| Arnold Badjou     | Daring Club de Bruxelles Société Royale | 25. Juni 1906 | 2        | 0        | 0          |
| Jan De Bie        | Royal Racing Club de Bruxelles          | 9. Mai 1892   | 0        | 0        | 0          |
| Abwehr            |                                         |               |          |          |            |
| Alexis Chantraine | RFC Lüttich                             | 16. März 1901 | 0        | 0        | 0          |
| Henri De Deken    | Royal Antwerpen                         | 3. Aug. 1907  | 1        | 0        | 0          |
| Nicolas Hoydonckx | Excelsior Hasselt                       | 29. Dez. 1900 | 2        | 0        | 0          |
| Mittelfeld        |                                         |               |          |          |            |
| Pierre Braine     | Beerschot AC                            | 26. Okt. 1900 | 2        | 0        | 0          |
| Jean De Clercq    | Royal Antwerpen                         | 17. Mai 1905  | 1        | 0        | 0          |
| August Hellemans  | FC Mechelen                             | 21. Juni 1907 | 2        | 0        | 0          |
| Théodore Nouwens  | KRC Mechelen                            | 17. Feb. 1908 | 2        | 0        | 0          |
| Angriff           |                                         |               |          |          |            |
| Ferdinand Adams   | SC Anderlecht                           | 3. Mai 1903   | 2        | 0        | 0          |
| Gérard Delbeke    | FC Brügge                               | 1. Sep. 1903  | 1        | 0        | 0          |
| Jan Diddens       | KRC Mechelen                            | 14. Sep. 1906 | 2        | 0        | 0          |
| Jacques Moeschal  | Royal Racing Club de Bruxelles          | 6. Sep. 1900  | 2        | 0        | 0          |
| André Saeys       | Cercle Brügge                           | 20. Feb. 1911 | 0        | 0        | 0          |
| Louis Versyp      | FC Brügge                               | 5. Dez. 1908  | 2        | 0        | 0          |
| Bernard Voorhoof  | Lierse SK                               | 10. Mai 1910  | 1        | 0        | 0          |
| Trainer           |                                         |               |          |          |            |
| Hector Goetinck   |                                         | 5. März 1886  |          |          |            |

## Spiele

### Vorrunde
| Pl. | Land     | Sp. | S | U | N | Tore    | Diff. | Punkte |
| --- | -------- | --- | - | - | - | ------- | ----- | ------ |
| 1.  | USA      | 2   | 2 | 0 | 0 | 006:000 | +6    | 04:0   |
| 2.  | Paraguay | 2   | 1 | 0 | 1 | 001:300 | −2    | 02:20  |
| 3.  | Belgien  | 2   | 0 | 0 | 2 | 000:400 | −4    | 0:40   |

|                                                                |   |         |           |
| So., 13. Juli 1930 um 15:00 Uhr im Estadio Gran Parque Central |   |         |           |
| Vereinigte Staaten                                             | – | Belgien | 3:0 (2:0) |
| So., 20. Juli 1930 um 15:00 Uhr im Estadio Centenario          |   |         |           |
| Paraguay                                                       | – | Belgien | 1:0 (1:0) |

Nach der überraschenden Niederlage Belgiens gegen die USA und deren Sieg über Paraguay waren Paraguay und Belgien ausgeschieden, die USA hatten das Halbfinale erreicht. Das letzte Gruppenspiel, in dem Belgien Paraguay mit 0:1 unterlag, war daher nur noch bedeutungslos und wurde nur von etwa 900 Zuschauern besucht. Somit schied Belgien punkt- und torlos als Gruppenletzter aus.